# (48439) 1989 WR2
1989 دابليو أر 2 (ويعرف أيضًا باسم (48439) 1989 دابليو أر 2 وفق تسمية الكوكب الصغير) (بالإنجليزية: 1989 WR2)‏ هو كويكب ضمن حزام الكويكبات؛ وترتيبه 48439 من حيث الاكتشاف.
اكتُشف هذا الجُرم الفلكي بواسطة هيروشي كانيدا في 20 نوفمبر 1989.

## وصلات خارجية
- (48439) 1989 WR2 في قاعدة بيانات مختبر الدفع النفاث لأجرام النظام الشمسي الصغيرة

- الاكتشاف · مخطط المدار ·  العناصر المدارية · المعلمات المادية

- (48439) 1989 WR2 على موقع ويكي سكاي: DSS2, SDSS, GALEX, IRAS, Hydrogen α, X-Ray, Astrophoto, Sky Map, Articles and images